# Королівство Андорра
Королівство Андорра (кат. Regne de Andorra, ісп. Reino de Andorra, фр. Royaume de Andorre) — невизнана монархічна держава, що короткочасно існувала на території сучасної Андорри з 8 по 20 липня 1934 року. На чолі держави стояв емігрант першої хвилі Борис Михайлович Скосирев, за підтримкою андоррців проголосив себе королем Борисом I.
Де-факто королівська влада в Андоррі проіснувала лише півтора тижні. 20 липня Скосирев був заарештований іспанськими цивільними гвардійцями, викликаними єпископом Урхельським, і інтернований в Іспанію.

## Правління Бориса I

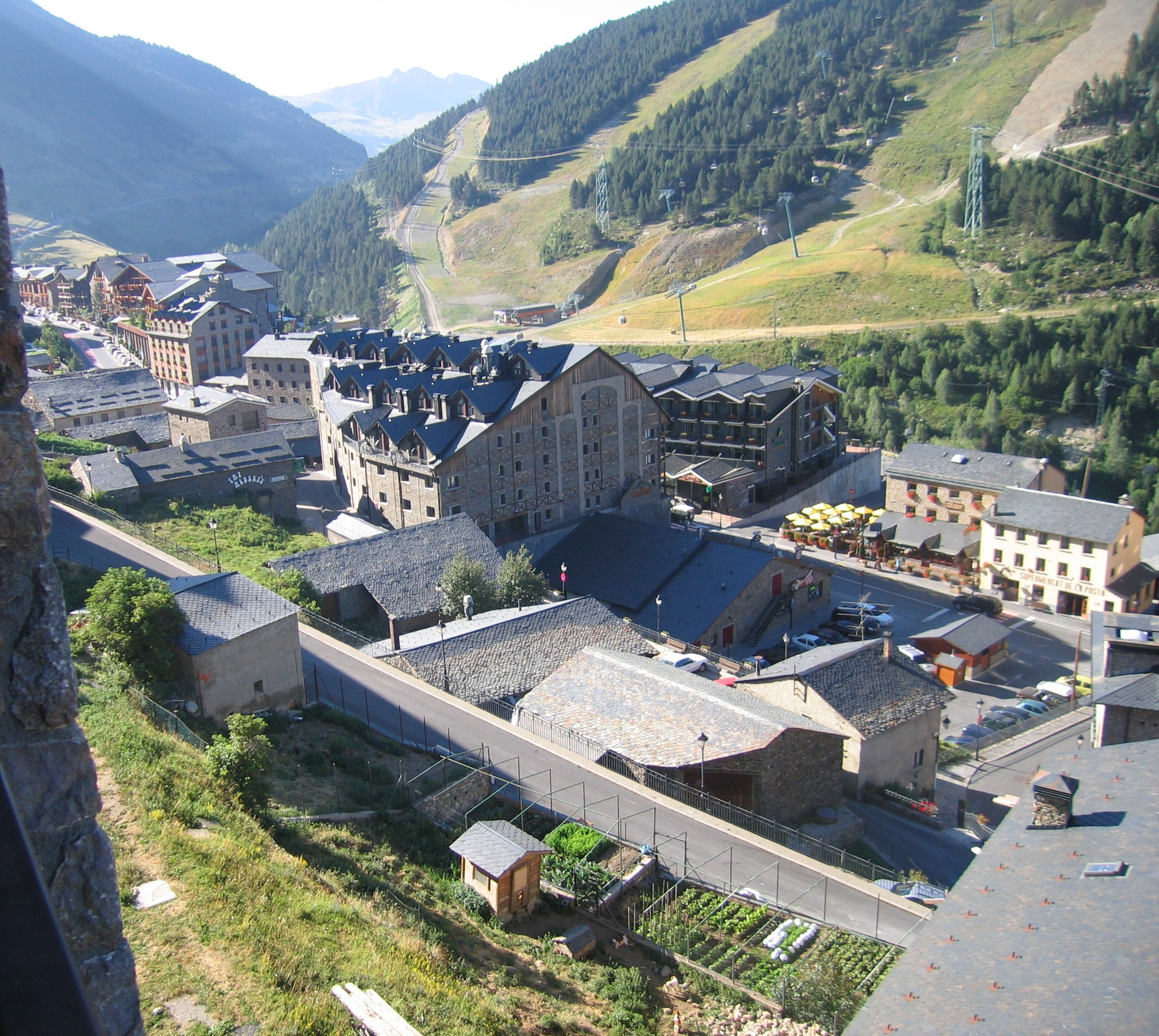
Сучасний вид на містечко Сольдеу - фактичну столицю королівства, де знаходилася резиденція Бориса I

Головними завданнями Бориса I було відкриття Андорри світу та лібералізація держави. Протягом кількох днів новий король підписав низку указів ліберальної спрямованості, зокрема, запровадив загальне виборче право, знизив рівень оподаткування та, більш того, підготував проект повного звільнення андоррців від сплати податків. Як Борис і обіцяв спочатку, привілеї для іноземців, такі як можливість придбання приватної власності, вигідна купівля ресурсів та вільна організація підприємництва, були скасовані на користь корінного населення. Король проголосив девіз держави: «Досить жити на задвірках історії!», закликає андоррців до піднесення національного духу.
Великою помилкою Бориса стало оголошення війни одному з колишніх сокнязів Андорри, єпископу Урхельському. Отримавши звістку про це, єпископ звернувся до іспанських жандармів з проханням про арешт короля. 20 липня (згідно з деякими джерелами — 14 липня) Скосирев був заарештований чотирма іспанськими цивільними гвардійцями, викликаними єпископом Урхельським і висланий за межі Андорри. Трохи пізніше в Барселоні над ним відбувся суд, що завершився вигнанням Скосирьова з Іспанії. Подальші сліди колишнього монарха губляться.